# Passatempo (marca de biscoito)
Passatempo é uma marca de biscoito brasileira pertencente a Nestlé. A marca foi criada em 1986 pela extinta subsidiária da Nestlé, Biscoitos São Luiz, a princípio com o nome Divertidos. Se tornou conhecida por ter sido uma das primeiras marcas de biscoito direcionadas para o público infantil ao lado de outras marcas como Trakinas.
A marca estreou a princípio vendendo biscoitos retangulares de leite tendo diferentes desenhos estampados em cada biscoito. Entre as primeiras ilustrações que estampavam os biscoitos durante seus anos como Divertidos foram personagens da turma do Snoopy e Mickey Mouse. Em 1992 a marca foi reformulada mudando seu nome para Passatempo e passando a vender também biscoitos recheados de formato quadrado. Nos seus primeiros anos como Passatempo a marca chegou a vender biscoitos das Tartarugas Ninjas e também da Família Dinossauro. No final dos anos 90 a marca passou a adotar um macaco como mascote, posteriormente também tendo adicionado outros animais nos anos 2000 como um jacaré, uma zebra, uma onça, um elefante e um urso. Depois de um tempo a marca foi reduzida apenas o macaco com um redesign no começo dos anos 2010, mas ele foi removido posteriormente. Os mascotes animais retornaram a marca nos anos 2020.
Com o tempo a marca também já tem sido vendida em forma de outros biscoitos além dos tradicionais biscoitos de leite e recheados, como cookies, wafers e incluindo uma versão em cereal matinal que foi vendida entre 2022 e 2024.